# Nostradamus (Radar)

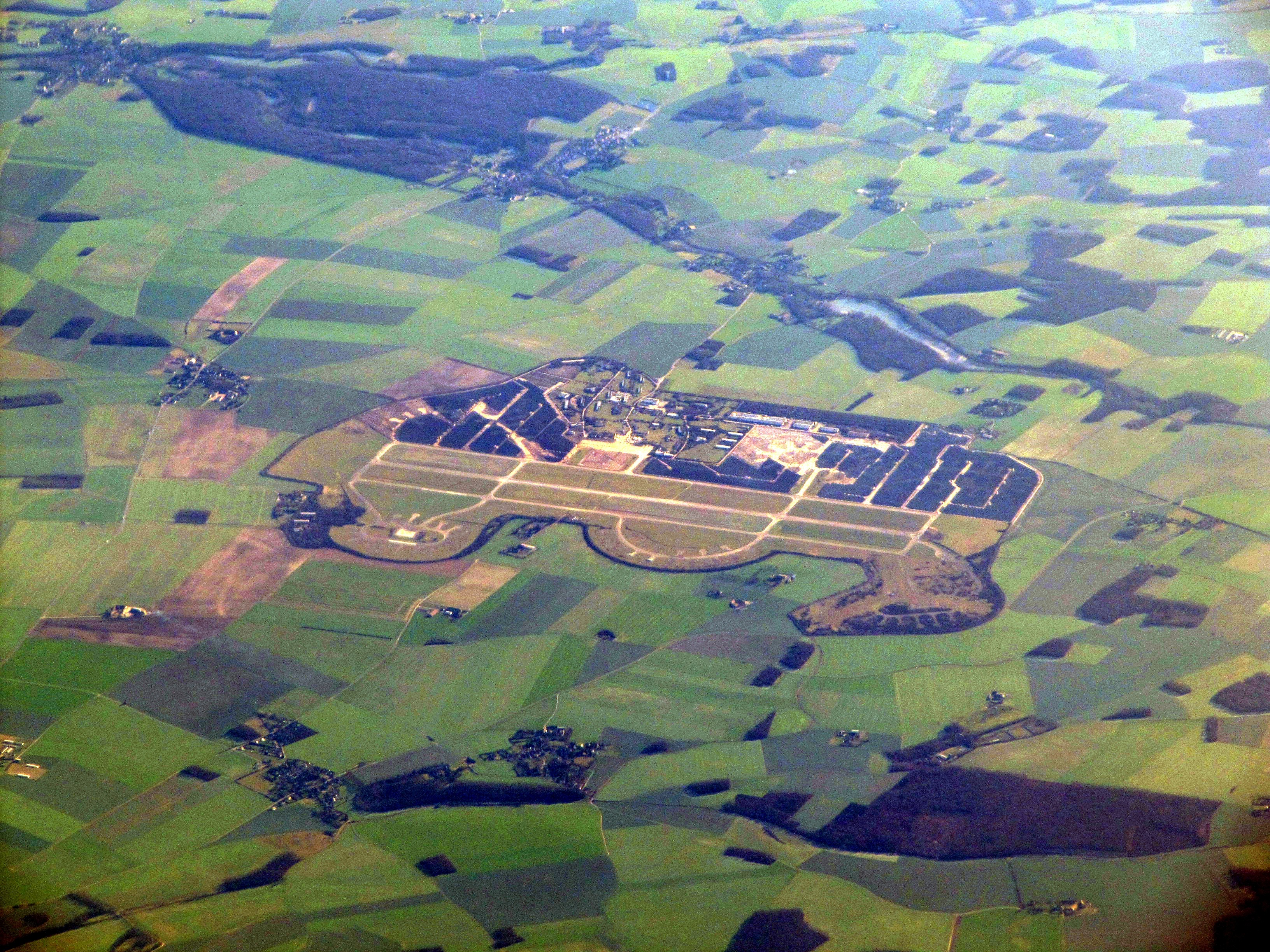
Luftansicht des Standorts aus Nordwesten (Antennenfeld vorne rechts)

Nostradamus (französisch nouveau système transhorizon décamétrique appliquant les méthodes utilisées en Studio) ist ein französisches militärisches Überhorizontradar. Die Einrichtung befindet sich auf der ehemaligen Luftwaffenbasis Dreux-Louvilliers Air Base der United States Air Forces in Europe im Département Eure-et-Loir.
Das System wurde vom ONERA entwickelt und wird von den französischen Luftstreitkräften betrieben. Nostradamus sendet auf Kurzwelle mit einer Pulswiederholzeit von 30 ms. Das Antennenfeld besteht aus 288 sieben Meter hohen bikonischen Antennen, die in einer sternförmigen Struktur mit drei jeweils ca. 400 m langen, um 120 Grad versetzten Reihen aufgestellt sind.